# Wilhelm Koch (Landrat, 1776)
Wilhelm Richard Phillip Koch (* 19. April 1776 in Scheuern (Nassau); † 10. Februar 1848 in Altenkirchen) war erster preußischer Landrat des Landkreises Altenkirchen (1816 bis 1844).

## Leben
Wilhelm Koch war ein Sohn des Fürstlich Nassauisch-Saarbrückischen Rentmeisters Philipp Koch und dessen Ehefrau Wilhelmine Koch, geb. Thomé. Nach Ende seiner schulischen Ausbildung absolvierte er ein Studium der Rechte. Im Anschluss war er ab März 1798 im Staatsdienst tätig, wurde kurhessischer Amtmann und Regierungsrat bei der Regierung Ehrenbreitstein. Im April 1816 wurde er zum landrätlichen Kommissar im Landkreis Altenkirchen ernannt, dem am 16. Januar 1817 die definitive Ernennung mittels Allerhöchster Kabinettsorder (AKO) folgte. Auf eigenen Antrag vom 18. Mai 1844 und mit Dimissoriale vom 18. Dezember 1844 schied Koch zum 31. Juli 1844 aus dem Dienst.

## Familie
Wilhelm Koch war seit dem 4. Mai 1807 mit Margaretha Feith aus Linz († 28. Oktober 1840) verheiratet.